# Comunitat Mundial de Budistes
La Comunitat Mundial de Budistes és l'organització budista més gran del món i aglutina la major part d'associacions budistes tant theravada com mahayana i vajrayana (tibetà). Es va fundar a Colombo, Sri Lanka, el 1950 per representants de 27 països, incloent l'expresident de la Societat Teosòfica, el coronel Henry Steel Olcott. No obstant això els budistes theravada tenen molta influència en l'organització i gairebé tots els presidents han estat de països on aquest corrent és majoritari. La seu de l'organització està situada a Bangkok, Tailàndia: administra la Universitat Mundial Budista i està vinculada al Consell Mundial de la Sangha Budista.

## Principis de l'organització
- Promoure l'estricte seguiment dels ensenyaments de Buda.
- Promoure la solidaritat, germanor i unitat entre budistes.
- Propagar la doctrina de Buda.
- Organitzar i realitzar activitats en el camp del desenvolupament social, cultural i educatiu.
- Col·laborar amb altres organitzacions per a fomentar la pau, l'harmonia i la felicitat a la Terra.